# Kazue Ikura
Kazue Ikura (伊倉 一恵, Ikura Kazue), née le 23 mars 1959 à Ueda, est une seiyū japonaise.

## Rôles

### Série d'anime
- Sakura Wars (Leni Milchstrasse)
- City Hunter/Angel Heart (Makimura Kaori)
- Tanoshii Moomin Ikka (Toft)
- All Purpose Cultural Cat Girl Nuku Nuku (Natsume Ryunosuke)
- Peter Pan no Bouken (Tootles)
- Hime-chan's Ribbon (Pokota)
- Black Lagoon (Garcia)
- Kirby: Right Back at Ya! (Broom King)
- Ranma ½ (Satori)
- Slayers (Hellmaster Phibrizzo)
- Sorcerous Stabber Orphen (Vulcan)
- Détective Conan (Kaori, Yuki Togawa)
- One Piece (Jessica, Tony Tony Chopper (substitute), Sentomaru)
- Hakaba Kitarō (Faux Kitaro)
- Soreike!  Anpanman (Shiratama-san)
- The Café Terrace and Its Goddesses (Sachiko Kasukabe)

### OVA
- Mobile Suit Gundam 0083 : Stardust Memory (Mora Bascht)
- Sakura Wars (Leni Milchstrasse)
- Sukeban Deka (Saki Asamiya)
- All Purpose Cultural Cat Girl Nuku Nuku (Natsume Ryunosuke)

### Film d'anime
- Mobile Suit Gundam F91 (Bertuo Rodriguez)
- Mobile Suit Gundam: Char's Counterattack (Rezin Schnyder)
- Mobile Suit Gundam 0083: The Last Blitz of Zeon (Mora Bascht)

### Jeu vidéo
- Ape Escape (Hiroki)
- BS Fire Emblem Akaneia Senki (Richard)
- R's Study (Ｒの書斎, R no Shosai?) (Narrator, Valley Women's Division High School Minister of Housewives, Chief Publisher's Wife, and Hideko)
- Sakura Wars (Leni Milchstrasse)
- Shin Megami Tensei: Digital Devil Saga (Jinana)
- Super Robot Wars series (Rezin Schnyder)
- Tales of Eternia (Shizel)
- Tales of Vesperia (Shizel)
- Tengai Makyō II: Manjimaru (Manjimaru)